# نولينة نيلسونية
نولينة نيلسونية (الاسم العلمي:Nolina nelsonii) هي نوع من النباتات تتبع جنس النولينة من الفصيلة الهليونية.